# Distretto di Tagab (Badakhshan)
Il distretto di Tagab è un distretto dell'Afghanistan, appartenente alla provincia di Badakhshan.